# مبرة محمد علي
مبرة محمد علي ، جمعية محمد علي الخيرية ، هي منظمة خيرية مصرية تأسست في القاهرة في عام 1909.
كانت أصول المنظمة في عيادة صحية أسستها وتمولها الأميرة عين الحياة رفعت في عابدين ، وهو حي فقير في القاهرة. نصت الأميرة على أن يكون رئيس المنظمة دائمًا أميرة العائلة، وأن يكون جميع أعضاء اللجنة من النساء. تم تدوين المجتمع من قبل سيدتين أرستقراطيتين، المسلمة هداية عفيفي بركات (1899-1969) والمسيحية ماري خليل (1889-1979). لقد نجت من ثورة 1952 ، عندما تم إغلاق العديد من المنظمات المستقلة. تم تأميم المستشفيات الاجتماعية في نهاية المطاف في عام 1964 ، حيث عالجوا حوالي 13 مليون امرأة.